# Corynne Charby
Pour les articles homonymes, voir Charby et Charbit.
Corinne Charbit, dite Corynne Charby, est une actrice et chanteuse française née le 12 juillet 1960 à Paris. Elle a connu le succès dans les années 1980.

## Biographie

### Jeunesse et débuts
De son vrai nom Corinne Charbit, elle naît le 12 juillet 1960 à Paris.
Elle devient mannequin vers la fin des années 1970. Elle apparaît en couverture de grands magazines tels que le magazine pour adolescents OK! (1976), Elle (1979) et la revue de charmes Lui (1983).

### Carrière

#### Cinéma
Au début des années 1980, Corynne Charby commence une brève carrière au cinéma dans des rôles secondaires. Pour son premier rôle dans La Chèvre (1981), elle incarne la jeune femme recherchée par Pierre Richard et Gérard Depardieu. En 1982, elle fait une apparition dans Plus beau que moi, tu meurs avec Aldo Maccione. On la voit ensuite dans le film muet Rebelote en 1983. En 1984, elle tourne avec Thierry Lhermitte dans Un été d'enfer, où elle joue le rôle d’une prostituée. Sa carrière d'actrice s’arrête après ce dernier film sans qu'elle ait jamais décroché un rôle important.

#### Musique
En 1984, Corinne Charbit se lance dans la chanson sous le pseudonyme de Corynne Charby. Son premier 45 tours À cause de toi est écrit par Didier Barbelivien et parvient à se vendre à plus de 100 000 exemplaires. Il est suivi la même année par Ma génération, et par un mini-album six titres du même nom. En 1985 sort son troisième titre, J’t’oublie pas, qui ne figure sur aucun album.
Ces premières productions passent plutôt inaperçues. Elle ne voit ses premiers succès qu'à partir de 1986 avec le tube Boule de flipper (composé par le chanteur Christophe, et produit par Eddy Mitchell), qui se vend à plus de 200 000 exemplaires. L'année suivante elle sort un deuxième succès Pile ou face, vendu à plus de 250 000 exemplaires en 45 tours.
En 1986, elle participe au titre Canaille sur l’album d'Eddy Mitchell Eddy Paris Mitchell et fait un duo avec Johnny Hallyday sur la chanson Elle est toute seule l'année suivante.
Fin 1987 sort  un deuxième album, intitulé Toi, dont trois autres titres sont extraits entre 1987 et 1989 : Pas vu, pas pris, Elle sortait tard le soir et Même. L'album est un échec commercial ; parmi les 45 tours, seul Pas vu, pas pris obtient un succès relatif (75 000 exemplaires vendus du single).
Sa carrière de chanteuse a été résumée dans un album Greatest Hits sorti en 2001. Outre ses chansons les plus connues des années 1980, le disque comporte un mégamix. Une nouvelle compilation, Boule de flipper, est sortie en 2003 chez Sony Music Entertainment.
En 2015, dans un entretien avec Téléstar, elle explique ne pas avoir travaillé depuis son départ aux États-Unis, mais envisage de reprendre une carrière artistique dans le domaine de l'écriture de chanson ou du cinéma, projet qui n'aura pas de suite. Elle pratique par ailleurs la peinture.

### Vie privée
En 1987, elle épouse Luigi Calabrese, le PDG de Warner, avec qui elle a un fils. Après l'échec commercial de l'album Toi (1987), elle choisit de se consacrer à sa vie de famille et met un terme à sa carrière. À la fin des années 1990, elle part vivre à Los Angeles avec son second mari et leurs deux filles,.

## Discographie

### Singles
- 1984 : À cause de toi
- 1984 : Ma génération
- 1985 : J't'oublie pas
- 1986 : Boule de flipper
- 1986 : Elle est toute seule avec Johnny Hallyday
- 1987 : Pile ou face
- 1987 : Pas vu, pas pris
- 1987 : Elle sortait tard le soir
- 1987 : Même

## Filmographie

### Cinéma
- 1981 : La Chèvre : Marie Bens
- 1982 : Plus beau que moi, tu meurs : Christine / Une fille seins nus
- 1983 : Rebelote : Cri-Cri
- 1984 : Un été d'enfer : Josy